# Кариокаровые
Кариокаровые (лат. Caryocaraceae) — небольшое семейство двудольных цветковых растений, входящее в порядок Мальпигиецветные, состоящее из двух родов и 25 видов. Представители семейства распространены исключительно в тропических областях Центральной и Южной Америки.

## Роды
По информации базы данных The Plant List (на июль 2016) семейство включает 2 рода и 26 видов:
- Anthodiscus G.Mey. — включает 10 видов
- Caryocar L. — Кариокар — включает 16 видов